# Shahid Shiroudistadion
Het Shahid Shiroudistadion (Perzisch: ورزشگاه شهید شیرودی) is een multifunctioneel stadion in Teheran, een stad in Iran. Het stadion werd vanaf de opening tot 1979 het Amjadiyehstadion genoemd. Het stadion is vernoemd naar een piloot, Ali Akbar Shiroodi.
Het stadion wordt vooral gebruikt voor atletiekwedstrijden en voetbalwedstrijden. Er werden ook 8 internationale voetbalwedstrijden gespeeld tussen 21 juli 1965 en 15 maart 1977. In het stadion is plaats voor 30.000 toeschouwers. Het stadion werd geopend in 1942.
In 1968 werd dit stadion gebruikt voor het Aziatisch kampioenschap voetbal 1968.